# Светомузыка
Светому́зыка (также цветому́зыка) — исполнение музыки с сопровождением динамического цветного освещения. Вид искусства, основанный на способности человека ассоциировать звуковые ощущения со световыми восприятиями. Такая психологическая способность, в свою очередь, связана с эстетическим эффектом симультанного (одновременного) восприятия цвета, света и звука. В традиционном понимании такая связь существует в музыкальном театре.

## Теоретические основы
В психологии, в частности, в психологии искусства, способность человека соотносить ощущения звука, света или цвета получило название синестезия (др.-греч. συναίσθηση, от σύν — вместе и αἴσθησις — ощущение). Так, известно, что музыкальные инструменты воспринимаются намного громче и отчётливее в хорошо освещённом помещении. Поэтому при исполнении симфонической музыки свет в зале обычно не гасят.
Выделяют до семидесяти различных видов синестезии — от ощущения вкуса времени до различения запахов музыки. Однако наиболее распространёнными являются цветомузыкальные ассоциации (акустико-цветовая, или хроместезия). Подобные ощущения субъективны, но экспериментальные исследования выявляют идентичные ассоциации у разных людей. Одно из проявлений этого свойства — цветной слух, способность представлять звук соответствующим цветом либо испытывать звуковые переживания при восприятии цвета. Этой идеей вдохновлялся композитор Рихард Вагнер в своей теории гезамткунстверка. Известно, что поэты Шарль Бодлер и Артюр Рембо считали себя синестетами и стремились использовать эту психологическую особенность в своём творчестве. Известны случаи передачи этого свойства по наследству. Синестетиками были писатель В. В. Набоков, его мать, жена и сын. Связь между слухом и зрением убедительно показал русский физик и физиолог академик П. П. Лазарев.
Светомузыка как искусство, согласно наиболее простой морфологической концепции, представляет собой разновидность музыки, но иногда её определяют сложнее, в качестве «синтетического вида, относящегося к роду зрелищно-слуховых искусств». Её назначение — раскрытие структуры музыки посредством последовательных и одновременных зрительных восприятий.
Однако сложность заключается в том, что в этой паре синтезируемые виды искусства относятся не только к разным родам психологии восприятия, но и способам формообразования в физическом пространстве-времени. В 1930-х годах И. И. Иоффе развивал идеи «морфологического подхода» к изучению взаимодействия всех видов зрительно-слуховых искусств. Он писал: «Деление искусств на пространственные и временны́е основывается на делении их на световые и звуковые, или зрительные и слуховые… Между пространственными искусствами разных способов мышления бо́льшая дистанция, чем между пространственными и временными — одного способа мышления… Свет столько же пространство, сколько время, столько же протяжённость, сколько длительность… Картина немыслима без света: она живёт, отражая его лучи; она кажется неизменной… Эмпирикам кажется, что картина не требует энергии; но она живёт световой энергией, также требует беспрерывного исполнения как симфония требует звуковой энергии».
Именно поэтому простое механическое сложение звука и цвета, даже на основе гармонизации интервалов звукового и цветового рядов (они не совпадают в численном выражении) не даёт желаемого эффекта.
На бытовом уровне «цветомузыкой» иногда называют электронное устройство для построения световых картин, формирования цветовых зрительных образов, сопоставляемых с музыкальным сопровождением в разных направлениях модернистского аудиовизуального искусства, например в видеомаппинге.
Практические исследования светомузыки направлены на поиск форм, принципов, алгоритмов, подходов, предназначенных для понимания принципа создания устройств, назначением которых являются:
- создание светомузыкальных инструментов для работы светокомпозиторов и светомузыкантов свето-музыкальных шоу;
- разработка теории восприятия светомузыки — для лучшего понимания принципов построения автоматических светомузыкальных устройств, позволяющих в реальном времени синтезировать световое шоу.

## История
Самые ранние теории светомузыки исходят из признания внечеловеческой заданности законов трансформации музыки в свет, понимаемой как некий физический процесс. В последующих концепциях начинает учитываться и человеческий фактор с обращением к физиологическим, психологическим, а затем уже и к эстетическим аспектам восприятия и деятельности.
Первые известные теории основаны на стремлении достичь однозначности «перевода» музыки в свет на основе аналогии «спектр — октава», предложенной И. Ньютоном под воздействием космологии, в частности концепции «музыки сфер» Пифагора и И. Кеплера. Эти идеи были популярны в XVII—XIX веках и культивировались в двух основных вариантах:
- цветомузыка как сопровождение музыки последовательностью отдельных цветов, определяемых однозначным соотношением «звукоряд — цветоряд»;
- музыка цвета — беззвучная смена цветов, замещающих тоны в музыке согласно той же аналогии.

Идею «оптического клавесина» развивали Л.-Б. Кастель во Франции, а также итальянский живописец Дж. Арчимбольдо, монах-иезуит, математик и филолог А. Кирхер в работе «Универсальное музыкальное искусство» (Musurgia universalis, 1650), математик, астроном и оптик И. Кеплер Германии, Дж. Румфорд, Т. Янг.
Опираясь на "Трактат о гармонии, сведённой к её природным началам (Traité de l’harmonie réduite à ses principes naturels) композитора Ж.-Ф. Рамо (1722), Л.-Б. Кастель начал разрабатывать ряд гармонических пропорций, которые он намеревался представить специальным инструментом, способным транскрибировать звуки в цвета, чтобы сблизить искусства живописи и музыки.
В труде «Оптика цвета» (L’Optique des couleurs (1740 г., немецкий перевод 1747 г.)) Кастель разработал нюансированную шкалу хроматического ряда, сопоставив её с музыкальными гармоническими интервалами. Всю свою жизнь он посвятил созданию «Окулярного клавесина», или «Цветного клавира» (фр. Сlavecin oculaire, нем. Farbenklavier, англ. Ocular Harpsichord), первое описание которого он привёл в 1735 году. Кастель утверждал, что его инструмент воздействует на глаз чередованием цветов и, синхронно, на ухо последовательностью звуков. Три фундаментальные ноты аккорда «до мажор» (до, ми, соль) по системе Кастеля соответствуют трём основным цветам спектра: красному, жёлтому, голубому. Каждой ноте хроматической гаммы учёный присвоил определённый цвет: до — синий; до (на слабой доле) — светло-зелёный; ре — зелёный; ре (на слабой доле) — оливковый; ми — жёлтый; фа — палевый; фа (на слабой доле) — «телесный»; соль — красный; соль (на слабой доле) — розовый; ля — фиолетовый; ля (на слабой) — «агатовый» (коричневый); си — серый; до (нижнее) — синий.
Окулярный клавесин состоял из шестидесяти маленьких цветных стеклянных стёкол, каждое из которых имело затвор, который открывался при нажатии на соответствующую клавишу. Вторая, улучшенная модель клавесина была продемонстрирована для небольшой аудитории в декабре 1754 года. Нажатие клавиш приводило к открытию небольшого стержня, что, в свою очередь, позволяло свету проникать сквозь цветные стёкла. Кастель мечтал о «цветной музыке» как о языке «потерянного рая», где все люди говорят и понимают друг друга одинаково, и утверждал, что благодаря способности его инструмента изображать звуки даже глухой слушатель может наслаждаться музыкой.
В 1739 году немецкий композитор Г. Ф. Телеман отправился во Францию, чтобы увидеть «Окулярный клавесин» Кастеля. В итоге он сочинил для него несколько произведений, а также написал к изобретению Кастеля комментарии. Однако, недостаток цветового клавира заключался в том, что он не мог воспроизводить в цвете сложные аккорды. Оптическое смешение тонов давало «грязный тон» слабой светосилы. У теории Кастеля были как сторонники, так и критики (такие как Д. Дидро, Ж. Д’Аламбер, Ж. Ж. Руссо, Вольтер, И. Гёте, Ж. Бюффон, Г. Гельмгольц), которые указывали на необоснованность прямого переноса законов музыки (слуха) в область зрения и что механистичность концепции является внеэстетической по содержанию и натурфилософской по происхождению.
В 1883 году английский живописец Александр Уоллес Римингтон (1854—1918) также решил связать живопись и звук и произвёл специализированное приспособление — световую цимбалу, или световой орга́н. Через два года он провёл дебютный концерт цветомузыки. Орга́н являл собой колоссальное строение, имеющее клавиши для управления цветом и панель с разноцветными лампами, зажигающимися от нажатия клавиш. Исполнение и проигрывание на световой клавиатуре были похожими на проигрывание на фортепиано. Цветной свет направлялся на экран. Художник разделил спектр на пять октав по светлоте, что и стало главным принципом в конструкции световой клавиатуры. Совмещение оттенков на экране Римингтон получал с помощью нескольких основных цветов: красного, зелёного и синего. Подобные опыты механического смешения цветов только убедили в том, что критики Луи-Бертрана Кастеля были правы. Но отсутствие широкой практики светомузыкального синтеза способствовало повторным опытам установления аналогии «звукоряд — цветоряд».
На рубеже XIX—XX веков про теорию Кастеля вспомнили музыканты и живописцы-символисты эпохи модерна: А. Шёнберг, А. Н. Скрябин, М. К. Чюрлёнис, С. М. Эйзенштейн, несколько позднее В. В. Кандинский.
В 1910—1915 годах композитор А. Н. Скрябин работал над партитурой «Мистерии», в которой должны были соединиться музыка, танец, архитектура, свет и цвет. В симфоническую поэму «Прометей», или «Поэма огня» (1910) Скрябин ввёл партию света («Luce»), записанную обычными нотами для инструмента «tastiera per luce» («световой клавир»). Скрябин сконструировал специальный цветовой орга́н. Конструкция этого инструмента восходит к теории И. Ньютона, который первым совместил два диапазона элетромагнитных волн: визуальный и акустический (система «спектр—октава»). Указания о том, какие цвета соответствуют нотным знакам, в «Luce» отсутствуют. Несмотря на различные оценки этого опыта, с 1915 года «Прометей» неоднократно исполнялся со световым сопровождением.
Проводившиеся тогда же опыты с динамической светоживописью (Г. И. Гидони, В. Д. Баранов-Россине («оптофон», тип «цветового» фортепиано, 1923—1924), З. Пешанек, Ф. Малина, С. М. Зорин), абсолютным кино (Г. Рихтер, О. Фишингер, Н. Макларен), инструментальной хореографией (Ф. Бёме, О. Пине, Н. Шеффер) заставили обратить внимание на специфические особенности использования визуального материала в светомузыке, материала непривычного и часто просто недоступного для практического освоения музыкантами (главным образом при усложнении пространственной организации света).
Цвето-музыкальные гармонии (нем. Farblichtmusik — «Цветосветомузыка») в 1920—1921 годах изучали в московском ИНХУКе (Институте художественной культуры). В германском Баухаусе в 1922—1923 годах эту тему разрабатывал В. В. Кандинский. В 1923—1926 годах в петроградском ГИНХУКе проблему взаимодействия цвета и звука изучала группа М. В. Матюшина. Кандинский сам играл на виолончели и фортепиано, писал стихи под музыку. Свои идеи Кандинский изложил в работе «О духовном в искусстве» («Über das Geistige in der Kunst», 1910). В этой книге есть слова: «Цвет — это клавиша, глаз — молоточек, душа — многострунный рояль». В 1911 году Кандинский услышал в Мюнхене струнные квартеты и пьесы для фортепиано австрийского композитора Арнольда Шёнберга. Композитор Шёнберг занимался живописью, участвовал в художественных выставках, а также писал стихи и либретто для своих музыкальных сочинений. Живописца и композитора связывала переписка. Под впечатлением от необычной додекафонной музыки Кандинский создал картину «Впечатление III. Концерт». В первом выпуске альманаха «Синий всадник» (1912) помещена сценическая композиция Кандинского «Жёлтый звук» на музыку Ф. А. Гартмана (1909). Её постановка, призванная синтезировать цвет, свет, движение и музыку не состоялась из-за начала Первой мировой войны). В 1920 году на заседании секции монументального искусства ИНХУКа Кандинский сделал доклад «Основные элементы живописи. Их сущность и ценность», в котором представил таблицу «Параллели цвета и звука». По системе Кандинского-Шёнберга каждому цвету соответствует характерный тембр того или иного музыкального инструмента:
- жёлтый — пронзительное звучание трубы;
- синий светлый — нежный звук флейты;
- синий темный — суровая виолончель;
- всё темное — низкие тона контрабаса или орга́на;
- зелёный — спокойное, долгое звучание скрипки;
- зелёный в жёлтое — кресчендо скрипок;
- зелёный в синее — глубокий альт;
- красный сатурн — упрямый, сильный звук фанфар;
- киноварь — сильные звуки трубы, удары барабана;
- красный холодный — средние и низкие тона виолончели;
- красный к розовому — тонкая свирель;
- оранжевый — альт, средние тона колокола;
- фиолетовый — английский рожок;
- фиолетовый глубокий — гобой, низкие тона фагота.

В книге «О духовном в искусстве» Кандинский писал:

Это трудно поддающееся определению действие отдельных изолированных красок есть основа, на которой гармонизируются различные красочные тона.
<…> Глаз притягивается и больше и сильнее более светлыми, более тёплыми. Киноварь привлекает и раздражает, как пламя, на которое непременно жадно смотрит человек. Яркий лимонно-жёлтый цвет причиняет после известного времени боль, как уху высоко звучащая труба. Глаз начинает беспокоиться, не может долго выдержать воздействия и ищет углубления и покоя в синем или зелёном.
<…> Тут появляется на свет психическая сила краски, рождающая вибрацию души.
<…> Этот дар углублённости встречаем мы в синем… Склонность синего к углублению так велика, что его интенсивность растёт именно в более глубоких тонах и становится характернее внутренне. Чем глубже становится синее, тем больше зовёт оно человека к бесконечному, будит в нём голод к чистоте и, наконец, к сверхчувственному. Это — краска и цвет неба так, как мы себе его представляем при звучании слова «небо». Синее есть типично небесная краска. Очень углублённое синее даёт элемент покоя. Опущенное до пределов чёрного оно получает призвук человеческой печали.
<…> В музыкальном изображении светло-синее подобно звуку флейты, тёмно-синее — виолончели. Всё углубляясь и углубляясь, оно уподобляется удивительным звукам контрабаса. В глубокой торжественной форме звук синего равен звуку глубокого органа..

В 1923—1926 годах в петроградском ГИНХУКе проблему взаимодействия цвета и звука разрабатывала группа М. В. Матюшина. По убеждению Матюшина «цветное зрение» влияет на восприятие звука. Например, красный цвет вызывает ощущение понижения звука, синий цвет тот же звук «повышает», и наоборот: высокие звуки вызывают «похолодание цвета», низкие — «потепление». Вместо слова «живопись» Матюшин использовал термин «цветопись».
Связь между слухом и зрением исследовал российский физик Пётр Петрович Лазарев (1878—1942). Американский художник-мультипликатор Уолт Дисней предложил в полнометражном анимационном фильме «Фантазия» (1940) собственное решение, основанное на ассоциативной связи музыки и движения фигур. Режиссёр С. М. Эйзенштейн поставил в 1940 году оперы Вагнера со светомузыкой. Литовский живописец и композитор Микалоюс Чюрлёнис (1875—1911) пытался разрешить идею синтеза живописи и музыки не механистически, а комплементарно. Он создавал отдельные сюиты в музыке и живописи, настроения которых разными средствами вызывали схожие представления.
Со временем выяснилось, что не только способы формообразования в пространственно-временно́м континууме музыки и живописи различны, но даже интервалы гармонизации звукового и цветового рядов неодинаковы: они не совпадают в численном выражении. Следовательно, их синхронная гармонизация невозможна. В оптике действует принцип аддитивного (слагательного) смешения длин световых волн. Живописец использует противоположный — субтрактивный (вычитательный) способ смешения цветов, основанный на различиях степени отражающей способности окрашенной поверхности (когда один цвет частично поглощается, а другой в большей степени отражается поверхностью). Другими словами живописец имеет дело не с потоками света непосредственно, а с красками, имеющими собственные физические и химические характеристики. Именно поэтому оптическое смешение дополнительных цветов даёт белый тон, а аналогичное смешение красок — грязно-серый. К тому же музыка по своей природе более абстрагирована от предметного содержания, а живопись, даже абстрактная, ближе к предметному миру, её зрительное восприятие в значительной степени обусловлено опытом поведения человека в пространственно-предметной среде. Цветомузыкальное искусство возможно не на художественном, а только на эстетическом уровне, оно может оказывать возбуждающее либо успокаивающее действие, но не способно создавать целостные художественные образы. Поэтому закономерно, что в 1950—1970-х гг. опыты по цветомузыкальному искусству отошли в область арттерапии, дизайна визуальных коммуникаций, компьютерной графики и аудиовизуального дизайна.
Интерес к светомузыкальной технике поддерживался на «низовом» уровне в области молодёжной субкультуры, в частности в рок-музыке. Так известны опыты групп Pink Floyd, Space (Дидье Маруани), Жана-Мишеля Жарра 1970—1980-х годов и др. Особенно выделяется опыт цветомузыкального представления Жана-Мишель Жарра в Москве. Он расположил на здании Университета колоссальные светомузыкальные установки и произвёл с их помощью потрясающие эффекты. С развитием радиоэлектронной техники музыканты стали использовать синтезаторы звука и света и устраивать грандиозные свето-музыкальные лазерные шоу. Появились автоматические светомузыкальные устройства (АСМУ), программируемые синхронные автоматы (ПСА), домашние системы дистанционного управления (СДУ). В АСМУ используются автоматические алгоритмы для преобразования музыки в световые эффекты.
В 1970-е годы, с развитием электроники и удешевлением её элементной базы, широкому внедрению в концертную деятельность профессионального светового оборудования (что особенно можно проследить на примере поп- и рок-концертов), интерес к светомузыкальной технике возродился на «низовом» уровне. Возможность за приемлемую цену получить «домашнюю» светомузыку привело в 1970-х годах к всплеску популярности бытовых автоматических СДУ на 3—6 каналов (как для квартиры, так и дискотеки). Хотя большинство таких установок и было примитивными, сам факт явления представляет определённый интерес. К концу 1980-х годов волна интереса к этому спала, в течение последующих десятилетий оставаясь на довольно низком уровне.
В 1970-е годы проводились исследования воздействия цветомузыки на космонавтов в условиях длительного космического полёта. В частности, Киевской киностудией имени А. Довженко и Институтом медико-биологических проблем создаётся прибор цветовариатор, с экрана которого записываются цветомузыкальные фильмы для просмотра космонавтами.
В 1980-е годы на сцене появляются целые школы цветомузыки в России и за рубежом. Многие эксперименты со светомузыкой были сделаны в электронной студии француза П. Булеза (одно из своих сочинений этот автор представил очень оригинальным способом: звук передавался в зал по расставленным вокруг зрительного зала динамикам, а также световым установкам; при этом создавался поразительный синтез пространственно-световых ощущений). Пионером новейшей светомузыки считается Б. М. Галеев — философ и педагог, с 1991 года — профессор Казанской консерватории. В 1994 году он возглавил НИИ экспериментальной эстетики «Прометей». Он был режиссёром многих экспериментальных светомузыкальных постановок, вёл учебный курс «Музыка в системе искусств». Автор книг: «Светомузыка: становление и сущность нового искусства» (1976), «Поэма огня» (1981), «Искусство космического века» (2002) и других. Музыкант и художник В. В. Афанасьев из Санкт-Петербурга в 2000-х годах предложил собственную математическую теорию связи звука и цвета. Элементы этой системы предлагается применять и для преобразования изображений в музыку.

## Светомузыка как устройство визуализации музыки
Светомузыка как автоматические светомузыкальные устройства (АСМУ) — относится к декоративно-оформительскому искусству и предназначена для светового сопровождения музыкального произведения, она позволяет по-новому воспринимать музыку, и предназначена дополнить звуковое восприятие световыми эффектами. В АСМУ используются автоматические алгоритмы для преобразования музыки в световые эффекты.
Светомузыка как программируемые синхронные автоматы (ПСА) — на настоящий момент, стала неотъемлемой составляющей во многих музыкальных проектах и шоу. В этих устройствах используется искусство и фантазия светорежиссёра (светоинженера) запрограммировать последовательность управления световыми приборами для придания зрелищности музыкальному произведению. ПСА — допускается возможность непосредственной работы как светоинструмента.
Светомузыка как светомузыкальный инструмент (СМИ) — предназначена для непосредственного создания светового шоу светомузыкантом. Это направление на настоящий момент не получило широкого направления из-за отсутствия серьёзных теоретических разработок в этом направлении.

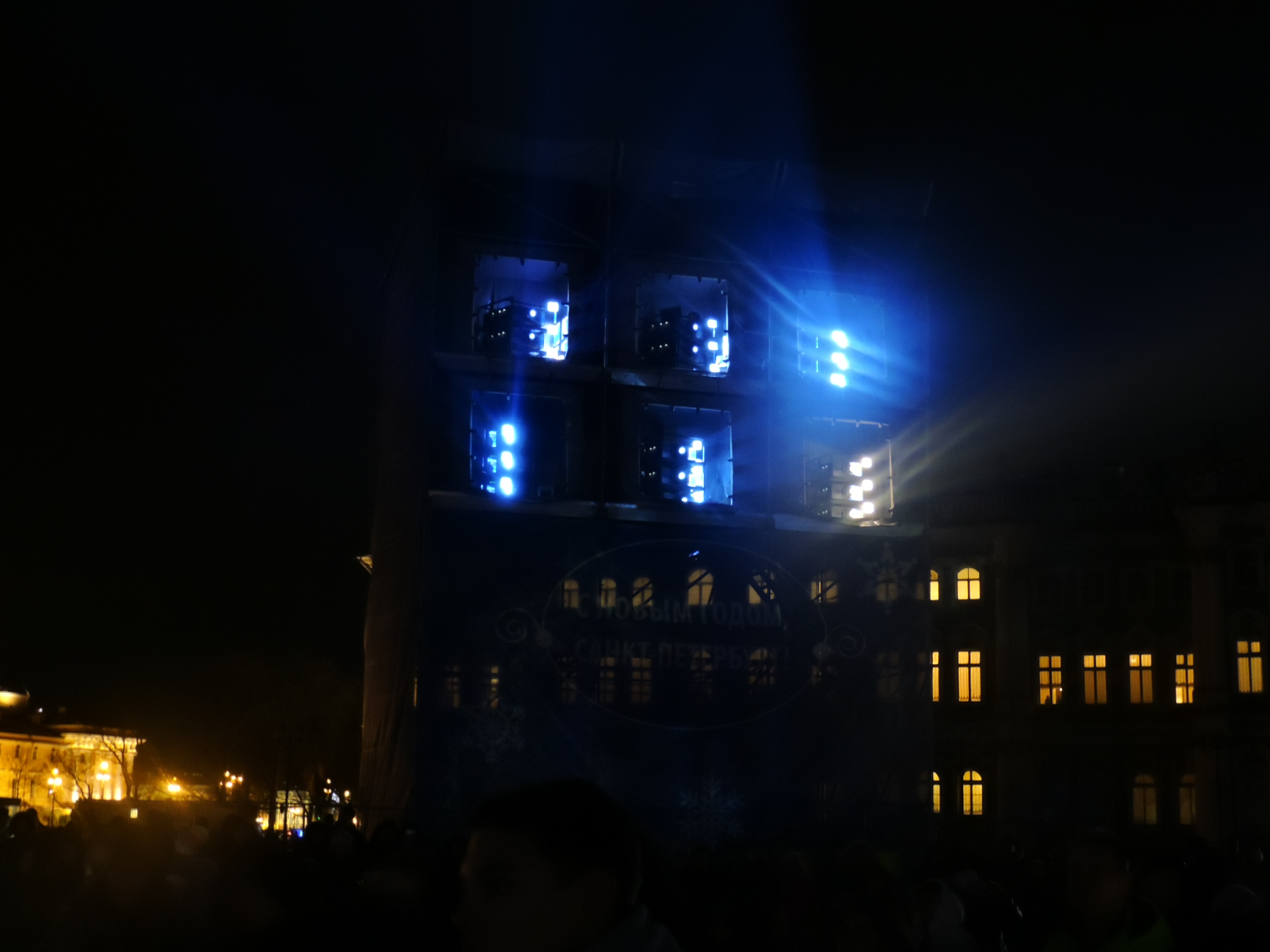
Светопроекторная установка на Дворцовой площади

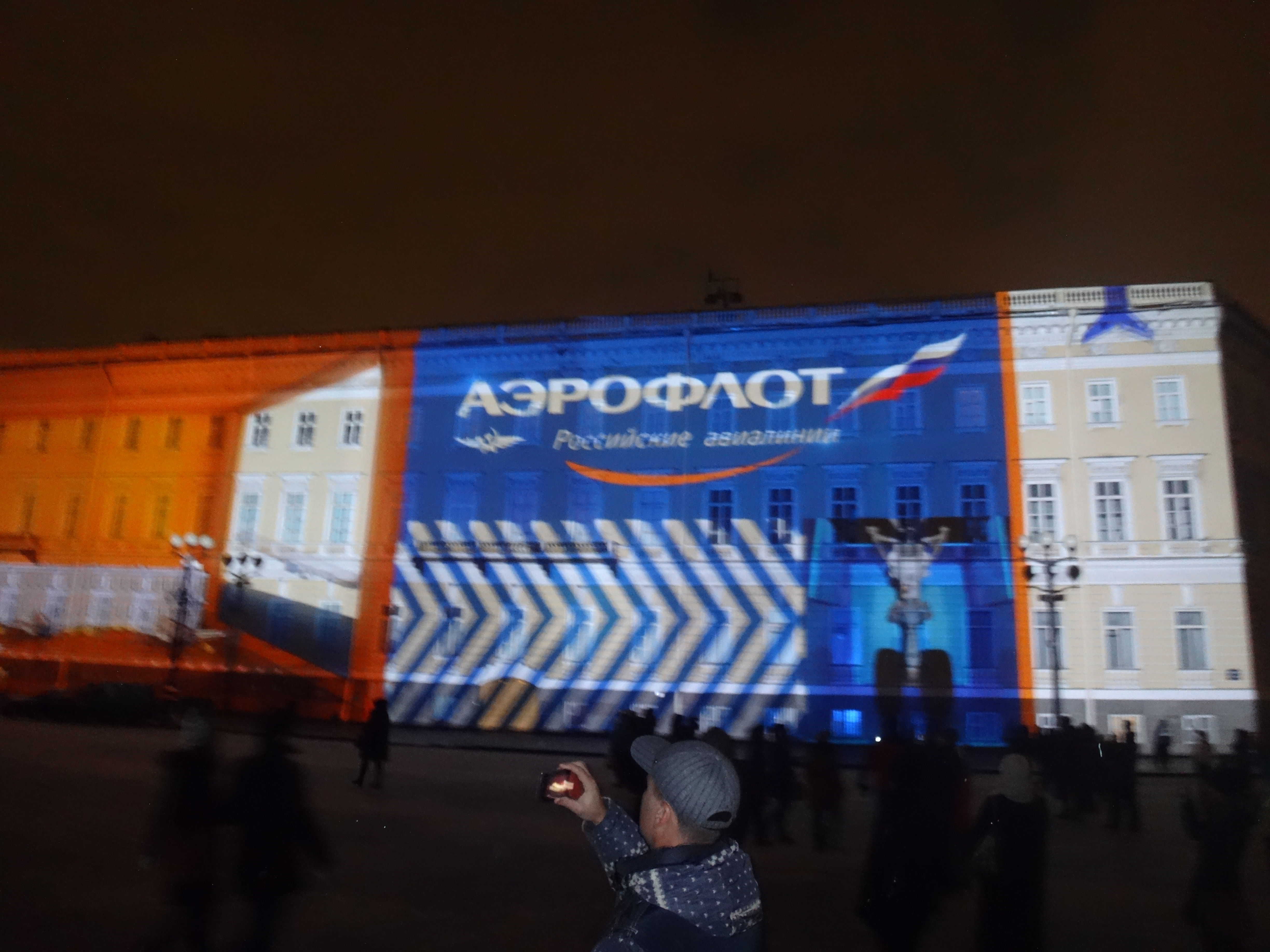
Световое шоу, создаваемое установкой

## Светомузыкальные установки
Светомузыкальные установки — неизображающие оптические приборы, работающие по заданной программе и/или использующие определённые алгоритмы (возможен гибридный вариант) для синхронного сопровождения музыки. Все остальные световые устройства относятся к устройствам световых эффектов (светодинамические устройства (СДУ) — бегущие огни и пр.) — электронные устройства для реализации световых эффектов, не связанных (синхронных) напрямую с музыкальным сопровождением.
Имеются ещё два вида визуализации музыки — индикаторы и анализаторы спектра звукового сигнала.

### Автоматические
Как правило, автоматические СДУ/ЦМУ основаны на принципе фильтрации диапазона частот музыкальной фонограммы по отдельным частотным каналам (НЧ, НЧ-СЧ, СЧ, СЧ-ВЧ), которые, после усиления, подаются на устройства отображения (излучатели) разных цветов, сопоставленные с частотными каналами звука.
ЦМУ обычно состоит из:
- блока входных цепей (коммутатор, усилитель входного сигнала и т. п.);
- блока обработки сигнала (частотные фильтры, амплитудный детектор; также процессор и т. п.);
- усилителя мощности (транзисторный, тиристорный на полевом транзисторе либо симисторный);
- устройства отображения (на основе ламп накаливания либо светодиодов).

Устройством отображения может быть как набор отдельных излучателей (световые прожекторы), так и цельная конструкция (экран), в которой и формируется световая картина.
Соответствие цвета звуку строится по такому традиционному принципу — частотный диапазон звука разделялся по частотному принципу на три-четыре канала:
- красные лампы — низкие частоты (диапазон до 200 Гц);
- жёлтые лампы — средне-низкие частоты (диапазон от 200 до 800 Гц);
- зелёные лампы — средние частоты (от 800 до 3500 Гц);
- синие лампы — частоты выше 3500 Гц[15].

В связи с тем, что динамический диапазон музыки составляет 40—80 дБ, а динамический диапазон бытовых и автомобильных ламп накаливания, до настоящего времени применяемых в подавляющем большинстве ЦМУ, не превышает 10—15 дб (однако, на светодиодах легко достижим динамический диапазон в 60 Дб и более; на лампах накаливания тоже можно получить достаточно широкий динамический диапазон, изменяя не только яркость, но и количество зажигающихся ламп), как и с учётом комфортно воспринимаемых зрением перепадов яркости[уточнить], возникает проблема по согласованию этих диапазонов. Эта проблема решается при помощи компрессора аудиосигнала (при аналоговой обработке, при цифровой — иными методами). Без этого пользование устройством становится неудобным и некомфортным для зрения — требуется постоянная подстройка уровней усиления регуляторами яркости (только вы настроили «мигание» ламп под определённую мелодию, как сменяется громкость, и одни каналы горят постоянно, другие вообще не горят — необходима подстройка). Также надо отметить и т. н. «эффект утомляемости» многих устройств — ведь алгоритм работы ЦМУ достаточно прост, и если вначале новые эффекты радуют, то со временем становятся повторяющимися, унылыми и однообразными, особенно при неудачной конструкции фонарей.
Самые простые цветомузыкальные установки состоят из трёх каналов, имеют пассивные RC-фильтры (которые имеют крутизну спада порядка 6 дБ/окт). Как правило, они не могут достаточно эффективно создавать цветовое сопровождение музыкальной фонограммы, поэтому такие ЦМ-устройства относятся к самым простым, не дают приятного цветового сопровождения и популярны лишь среди начинающих радиолюбителей. Единственное преимущество таких устройств — их дешевизна и простота в изготовлении и наладке.
Более сложные устройства используют активные фильтры (в основном на операционных усилителях, крутизна спада АЧХ которых достигает 16—28 дБ/окт) и становится возможным использовать логарифмический усилитель для сжатия динамического диапазона (компрессор аудиосигнала) входного сигнала. Такие ЦМУ также могут кроме амплитуды сигнала отслеживать при помощи триггеров и иных средств ритм и/или разницу между сигналами в разных каналах, и на основе этой информации управлять дополнительными лампами и механизмами, например, передвигать светофильтры в фонаре, переключать направление или скорость бегущих огней, менять резкость изменения яркости ламп и т. д.
Самые сложные СДУ используют цифровые сигнальные процессоры (DSP), в которых вся обработка сигнала происходит в математическом виде, где применяются самые современные алгоритмы обработки сигналов, такие как быстрое преобразование Фурье (БПФ) и даже вейвлет-анализ.

### Канал фона
Канал фона — дополнительный канал в автоматической цветомузыкальной установке, автоматически активизирующийся при пропадании входного аудиосигнала (в частности, в паузах между музыкальными композициями) и, соответственно, — света, во всех трёх основных цветовых каналах — красного, зелёного и синего. Для канала фона, в зависимости от предпочтений конструктора ЦМУ, традиционно выбирается фиолетовый либо жёлтый цвет. Канал фона предусмотрен не во всех цветомузыкальных установках.
Наличие канала фона полезно в ситуации, когда в помещении, где расположена ЦМУ, отсутствуют либо отключены все остальные источники света. В этом случае при пропадании входного сигнала на входе ЦМУ, не имеющей канала фона, помещение погружается в темноту. Если же установка содержит канал фона, при отсутствии сигнала на её входе помещение освещается излучателями этого канала. Регулировка номинальной яркости этого канала обычно доступна пользователю.